# (19943) 1981 EB31
A (19943) 1981 EB31 a Naprendszer kisbolygóövében található aszteroida. Schelte J. Bus fedezte fel 1981. március 2-án.